# Абу (кунья)
Абу, расширенно Абу аль, Абу-ль, Абуль, Абу-л (abū, араб. أبو‎; или abū'l), также «аби» (форма родительного падежа) — арабское слово «отец»; часть арабского имени (кунья), означающая «отец того-то». Соответствует еврейскому «Аб». Традиция собственных имён с «абу» или «аби» у семитских народов весьма древняя, встречается в именах, выбитых на древнеегипетских памятниках.
Образует род нисходящего отчества для перворождённого сына или дочери, тогда как слово «ибн» образует род восходящего отчества. Примеры: отец сына по имени Амру или Хасан может зваться Абу-Амру и Абуль-Хасан; человека по имени Зеид, сына Амра и отца Хасана зовут Абу-Хасан Зеид-ибн-Амру.
Женские нисходящие имена образуются словом «умм» (umm), мать.

## Примеры употребления
У арабов слово является частью многих собственных имён и выражает:
- действительное отношение отца к сыну,
- метоним,
- господство, обладание чем-либо.

«Абу» может выражать качество, например:
- Абуль-феда — отец верности, то есть верный;
- Абуль-якзан — отец бдительности, то есть петух;
- Абул-Хейр — отец добра.

«Абу» может быть частью прозвища, в том числе насмешливого, например:
- Абу-Энф — отец носа, то есть длинноносый;
- Абу-Лехие — отец бороды, то есть бородатый;
- Абу-Сафир — отец свиста, то есть свистун.
- Прозвище сирийского писателя Абу-Фараджа (Abu al-Faraj) переводится как «отец веселья».

Географические названия: Абу-Симбел (отец колоса), Абу-Даби (отец газели), Абу-Грейб (отец ворона).

## Еврейское произношение
Евреи произносят слово «абу» как «аб» или «аби» (в греческом написании «ав» и «ави»), отсюда Авимелех (отец царя), Авессалом (отец мира, покоя) и прочие.